# La Tentation de saint Antoine (Dalí)
La Tentation de saint Antoine est un tableau surréaliste réalisé par le peintre Salvador Dalí en 1946. C'est une huile sur toile de 90 × 119,5 cm. conservée à Bruxelles aux Musées royaux des beaux-arts de Belgique.

## Contexte
La toile fut réalisée en 1946 à New York. Dali s'était alors rapproché des milieux du théâtre et du cinéma et réalisa cette œuvre lors d'un concours organisé pour une adaptation cinématographique du roman de Guy de Maupassant, Bel-Ami. Le concours fut remporté par Max Ernst et la toile de Dali ne fut pas acceptée.

## Analyse
Pour Gilles Néret, sans s'y limiter, la toile joue sur l'opposition religieux – érotique :

« Alchimie des peurs et des désirs, la Tentation de saint Antoine opère une subtile synthèse entre la peinture classique et le sens aigu de la spiritualité de son auteur. »

## Description
Le tableau montre saint Antoine dans le désert, agenouillé et brandissant une croix pour se protéger des tentations qui l'attaquent dans un geste d'exorcisme. Ces tentations prennent la forme d'un cheval géant, d'une file d'éléphants aux « pattes arachnéennes » immenses et grotesques. Saint Antoine est représenté sous les traits d'un mendiant alors que chaque animal est chargé d'une tentation sur son dos, parmi les plus communes parmi les hommes : l'orgueil, la luxure, l'envie (en fait ce sont certains des sept péchés capitaux).
La volupté et le triomphe sont représentés par le cheval aux sabots sales et usés ; à sa droite, une femme nue couvrant ses seins offre son corps voluptueux. Elle représente la sexualité. Ensuite viennent les richesses. Il s'agit un obélisque d'or sur l'éléphant suivant, inspiré par l'obélisque du Bernin à Rome. Suit une femme nue prisonnière dans une maison dorée. Celle-ci est surmontée des trompettes de la renommée.
En fond, un dernier éléphant porte un monolithe phallique immense et dépassant un nuage sur lequel figure un château.
Face à ce cortège, saint Antoine semble faible ; il est nu et dépouillé, et est relégué dans le coin gauche du tableau. Le crâne devant lui possède plusieurs significations. Il peut rappeler la difficulté de la vie dans le désert. Mais étant à côté de la croix que tient saint Antoine, il peut évoquer la Crucifixion. Jésus a été crucifié sur le mont Golgotha, ce qui veut dire « lieu du crâne » en grec ancien. Un parallèle est effectué entre le saint et le Christ ; comme lui, le saint éprouve sa foi. Jésus est à ses côtés et le protège.
Au milieu du paysage désert, sous les éléphants, deux hommes se disputent. L'un est vêtu d'une cape rouge et porte une croix. L'autre est gris et penché en avant. Un ange blanc vole au-dessus du désert.